# Le Nayrac
Le Nayrac (okzitanisch Lo Nairac) ist eine französische Gemeinde mit 546 Einwohnern (Stand: 1. Januar 2022) im Département Aveyron in der Region Okzitanien (vor 2016 Midi-Pyrénées). Sie gehört zum Arrondissement Rodez und zum Kanton Lot et Truyère. Die Einwohner werden Nayraciens genannt.

## Geographie
Le Nayrac liegt etwa 37 Kilometer nordnordöstlich von Rodez. Das Gemeindegebiet gehört zum Regionalen Naturpark Aubrac. Umgeben wird Le Nayrac von den Nachbargemeinden Florentin-la-Capelle im Nordwesten und Norden, Montpeyroux im Osten, Coubisou im Osten und Südosten, Estaing im Süden sowie Golinhac im Westen und Südwesten.

## Bevölkerungsentwicklung
| Jahr                       | 1962 | 1968 | 1975 | 1982 | 1990 | 1999 | 2006 | 2019 |
| Einwohner                  | 688  | 639  | 624  | 660  | 581  | 570  | 565  | 530  |
| Quellen: Cassini und INSEE |      |      |      |      |      |      |      |      |

## Sehenswürdigkeiten
- Kirche Saint-Étienne aus dem 19. Jahrhundert
- Kapelle Del Dol
- Burg Frayssinet aus dem 12. Jahrhundert, im 16. Jahrhundert wieder aufgebaut
- Schloss Gaillac aus dem 15. Jahrhundert

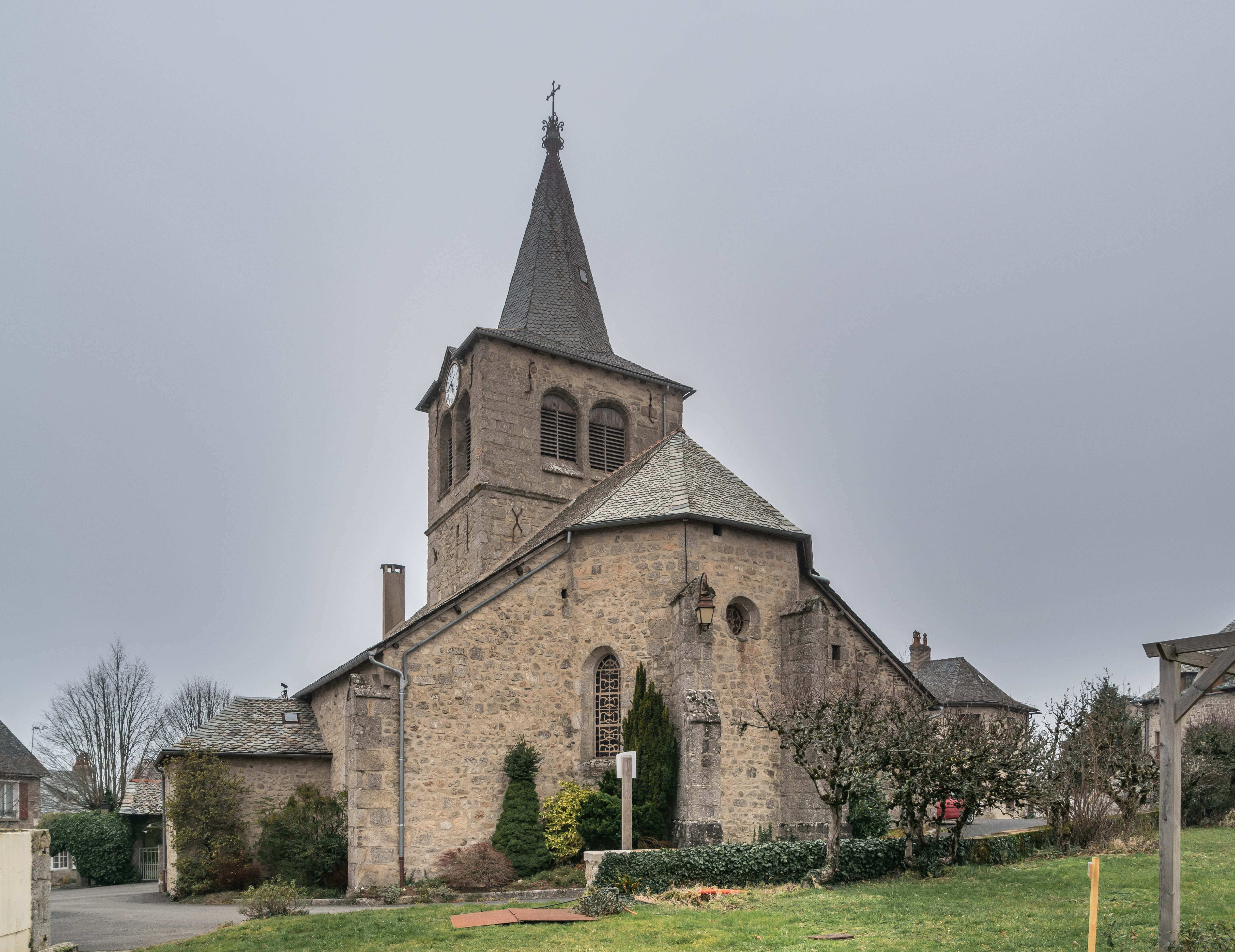
Kirche Saint-Étienne
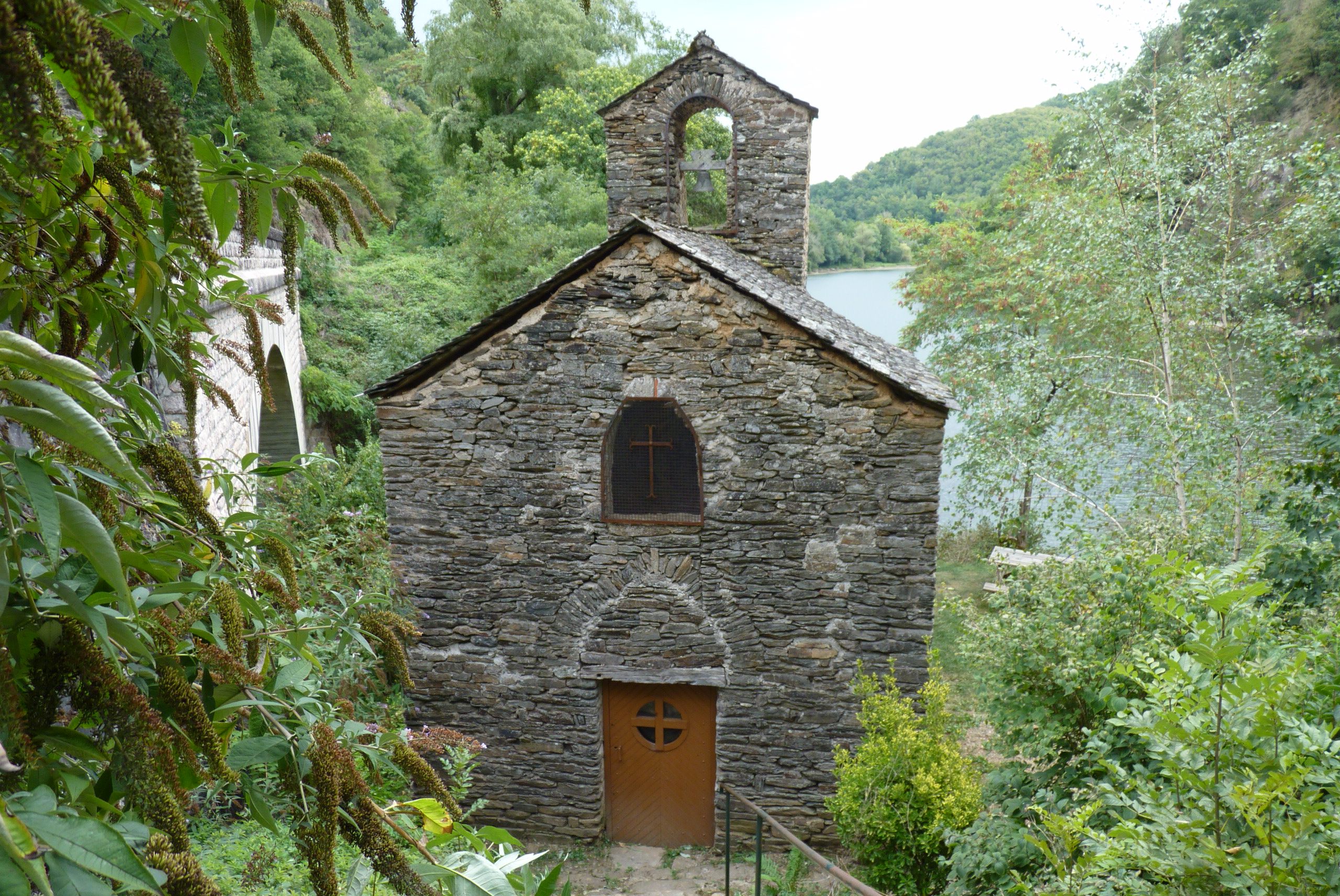
Kapelle Del Dol
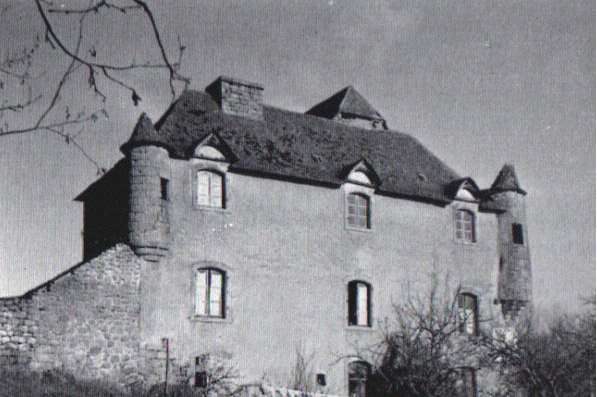
Altes Foto des Schlosses Frayssinet
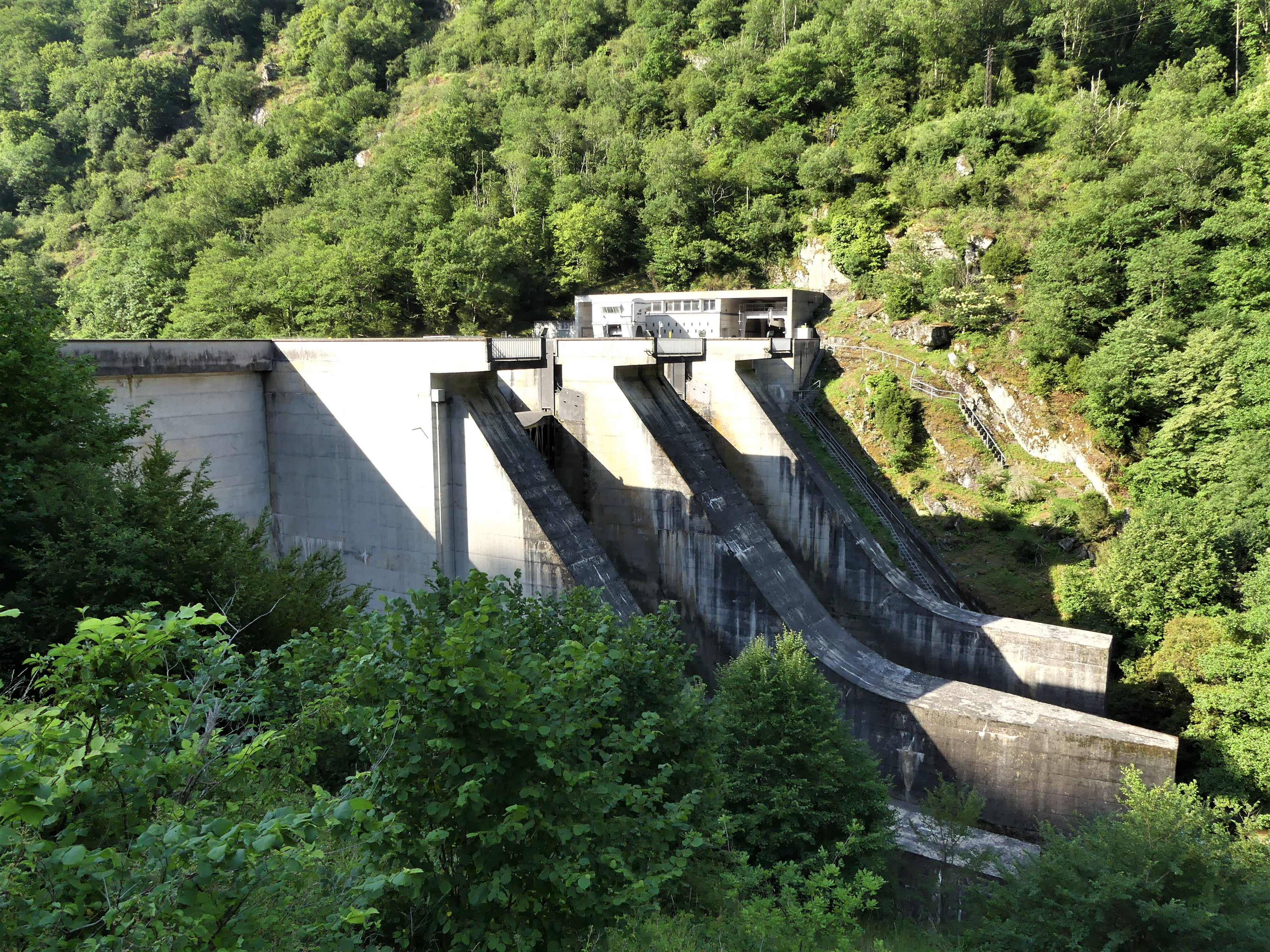
Staumauer Golinhac